# Ali Sami Yen
Ali Sami Yen Frashëri (Üsküdar, 20 maggio 1886 – Istanbul, 29 luglio 1951) è stato un allenatore di calcio e calciatore turco con cittadinanza albanese; è stato uno dei fondatori, primo presidente e giocatore della squadra di calcio del Galatasaray SK, nonché il figlio del famoso poeta e scrittore albanese Sami Frashëri.

## Biografia
Il suo nome alla nascita era Ali Sami Frashëri, figlio di Sami Frashëri, uno tra i più famosi scrittori, filosofi e drammaturghi di lingua albanese. Dopo l'introduzione della legge sui cognomi nel 1934, si attribuì il soprannome "Yen", che letteralmente significa “vinci!”.

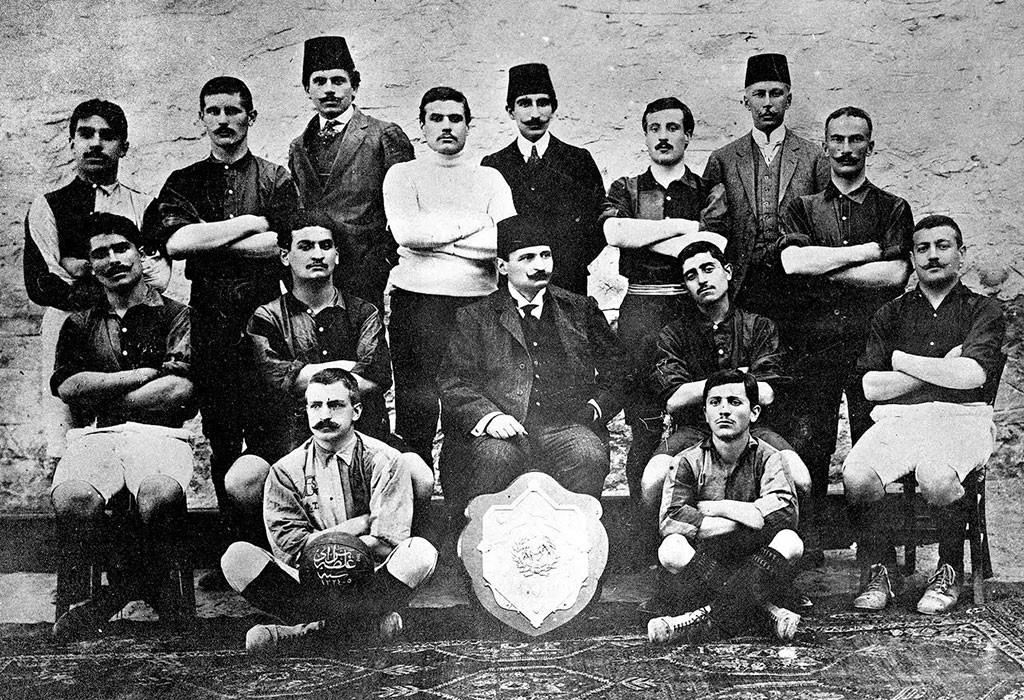
Campionato di Istanbul di calcio 1908-1909: foto di gruppo del Galatasaray campione

Studente del prestigioso liceo Galatasaray di Istanbul, nell'ottobre 1905 decise, insieme ad alcuni compagni, di creare una squadra di calcio, con l'obiettivo di “Giocare con gli inglesi, avere un nome ed un colore, e battere le squadre non composte da turchi”. A lui è attribuita anche la scelta dei colori sociali, il giallo ed il rosso, come "colori di una fiamma la cui luminosità avrebbe condotto la squadra alla vittoria sugli avversari".
Ali Sami Yen resse la carica di presidente per 13 anni, tra la fondazione ed il 1918, e successivamente per un breve periodo nel 1925. Parallelamente al suo ruolo nel Galatasaray, si impegnò in molte altre maniere a favore dello sport turco. Divenne presidente del Comitato Olimpico Nazionale Turco tra il 1926 ed il 1931, allenando anche la nazionale di calcio nella sua prima apparizione internazionale, nel 1923 contro la Romania.
Morì nel 1951.
Per il suo ruolo fondamentale nella storia del club, gli è stato dedicato lo stadio inaugurato nel 1964, situato nel centro di Istanbul nel distretto di Mecidiyeköy, per lungo tempo "tana" del Galatasaray, utilizzato fino al gennaio del 2011. In seguito il club ha deciso di spostarsi nel nuovo nuovo stadio Ali Sami Yen, nel distretto di Seyrantepe. Il vecchio stadio Ali Sami Yen è stato demolito per lasciare spazio a una nuova area commerciale.

## Palmarès
- Campionato di Istanbul di calcio: 3

1908-1909, 1909-1910, 1910-1911